# 魚国総本社
株式会社魚国総本社（うおくにそうほんしゃ）は、大阪府大阪市西淀川区に本社を置く給食関連企業である。
兵庫県神戸市灘区に所在する同業の給食会社「ウオクニ株式会社」とは一切の関係がない。

## 沿革
出典：
- 1914年（大正3年）- 創業者・田所邦雄が、大阪市南区三休橋南詰にて鮮魚と仕出し弁当を商う「魚国商店」を創業。
- 1927年（昭和2年）- 出張賄業に進出。今日の集団給食の草分けとなった。
- 1950年（昭和25年）- 大阪市東区道修町にて「割烹料理魚国」として事業を再開　（現在の魚国ビル所在地）。
- 1951年（昭和26年）- 大阪市東区島町に料亭「大乃や」を開業。
- 1953年（昭和28年）- 株式会社魚国を設立。集団給食を専業とする。
- 1955年（昭和30年）- 東京支店を開設[注釈 1]。
- 1956年（昭和31年）- 名古屋支店[注釈 2]および京都支店[注釈 3]を開設。
- 1957年（昭和32年）- 冨士給食を設立[注釈 4]。
- 1958年（昭和33年）- 高岡出張所[注釈 5]および四日市支店[注釈 6]を開設。
- 1966年（昭和41年）- 大阪魚国株式会社を設立。
- 1969年（昭和44年）- 新大阪うお国株式会社を設立。
- 1972年（昭和47年）- 北海道魚国株式会社を設立。
- 1973年（昭和48年）
  - 仙台出張所を開設[注釈 7]。
  - 名古屋魚国が、愛知県刈谷市に食品流通センターを開設。
- 1976年（昭和51年）
  - 大阪市中央区道修町の旧社屋を建て替え、魚国ビルが竣工。
  - 魚国総本社食品部が発足、大阪流通センターを開設。
- 1978年（昭和53年）- 九州魚国株式会社を設立（現・九州支社）。ユーライス株式会社を設立。
- 1993年（平成5年）
  - 大阪魚国株式会社、新大阪うお国株式会社を合併。
  - ユーサービス株式会社を設立。
- 1994年（平成6年）- 名古屋魚国株式会社を合併。
- 1995年（平成7年）- 阪神・淡路大震災に際し、支援活動を実施。
- 1996年（平成8年）- 名古屋工場が竣工。
- 1997年（平成9年）- 大阪市西淀川区に大阪総合センターが竣工。
- 1998年（平成10年）- 阪神魚国株式会社、九州魚国株式会社を合併。
- 1999年（平成11年）-「大乃や」の2階に「リストランテ・イル ピアット」をオープン。
- 2000年（平成12年）- 株式会社大乃やを合併。
- 2001年（平成13年）
  - 大阪本部1サイト・名古屋本部3サイトでISO 14001認証を取得
  - 魚国ビル1、2階に「カフェルカ」をオープン。
- 2002年（平成14年）- 九州支社1サイトについてISO 14001拡大認証。
- 2003年（平成15年）
  - 北海道魚国株式会社・東北魚国株式会社・北陸魚国株式会社・三重魚国株式会社・京都魚国株式会社を合併し、2本部8支社体制へ移行　（大阪本部、名古屋本部、北海道支社、東北支社、東京支社、北陸支社、三重支社、京都支社、中四国支社、九州支社）。
  - 東北支社の5サイトにてISO 9001認証を取得。
  - 名古屋本部物流センター改築竣工。
- 2005年（平成17年）- 名古屋本部の3サイトについてISO9001：2000拡大認証。
- 2006年（平成18年）- 名古屋本部の6サイトおよび既認証1サイトについてISO9001：2000拡大認証。
- 2008年（平成20年）- 株式会社ドリームワークスを傘下に収める。
- 2011年（平成23年）- 東日本大震災に際し、支援活動を実施。
- 2012年（平成24年）- 株式会社アターブルグリーンレストラン（現・魚国グリーンレストラン）を傘下に収める。
- 2013年（平成25年）
  - 創業100周年を機にフードトラック全国キャラバンを開始。
  - 株式会社富士微生物研究所を傘下に収める。
- 2014年（平成26年）- 創業100周年を迎える。
- 2015年（平成27年）
  - 4月 - 株式会社魚国グリーンレストランを合併。
  - 10月 - ユーシーケー株式会社を合併。
- 2016年（平成28年） - 奈良県で受託する2つの保育園と1つの幼稚園の計3か所で、ヒスタミンによる食中毒が喫食者６１２名のうち６５名が顔面紅潮、 発疹・かゆみ、舌先のしびれ（ピリピリとした刺激）などの症状を発症。[2]
- 2018年（平成30年） - 岡山県倉敷市のボートレース場「ボートレース児島」で提供する給食を原因に、約２０人の選手が体調不良を発症。[1]
- 2019年（平成31年）
  - 3月 - 魚国飲食服務（無錫）有限公司を解散。
  - 10月1日 - 株式会社ドリームワークスを吸収合併。[3]
- 2023年（令和5年） - 岐阜県山県市の障害者支援施設「あしたの会自然の家」で提供する給食を原因に、施設利用者と職員計32人が、ノロウイルスによる食中毒を発症[4]。
- 2024年（令和6年） - 名古屋市発注の公立中学校向け給食事業の入札で談合したとして、公正取引委員会から、独禁法違反（不当な取引制限）で、同業社5社と共に、計約３億９０００万円の課徴金納付を命じられる。[5]
- 2025年（令和7年）
  - 4月 - 名古屋市発注の公立中学校向け給食事業の入札で談合したとして、名古屋市から、同業社5社と共に計約２１億４３００万円の賠償金を請求される。[6]
  - 7月 -  北海道月型町内の特別養護老人ホームで提供する給食を原因に、施設利用者と職員計13人が、ノロウイルスによる食中毒を発症。[7]

## 主な事業所
- 北海道支社 - 北海道札幌市白石区南郷通20-南2-39
- 東北支社 - 宮城県仙台市若林区卸町5-1-17
- 東京支社 - 東京都中央区築地2-1-17　陽光築地ビル2階
- 北陸支社 - 富山県富山市西大泉12-21
- 名古屋本部 - 愛知県刈谷市東新町5-118
- 三重支社 - 三重県四日市市日永1-2-20
- 京都支社 - 京都市中京区御池通高倉西入高宮町200　千代田生命京都御池ビル7階
- 大阪本部 - 大阪府大阪市西淀川区竹島4-1-28
- 中四国支社 - 岡山県岡山市北区富田76-3
- 九州支社 - 福岡県福岡市博多区東比恵2-9-29

## 主な関連会社
- 魚国フードサービス北海道株式会社
- ユーホールディングス株式会社
- ユーサービス株式会社
- 株式会社富士微生物研究所